# يونغ كويابو
يونغ كويابو (بالإنجليزية: Batang Quiapo)‏ هو مسلسل تلفزيوني فلبيني تم بثه على أي بي إس-سي بي إن في عام 2023.

## روابط خارجية
- يونغ كويابو على موقع IMDb (الإنجليزية)
- يونغ كويابو على موقع قاعدة بيانات الفيلم (الإنجليزية)